# Tadeusz Ocioszyński

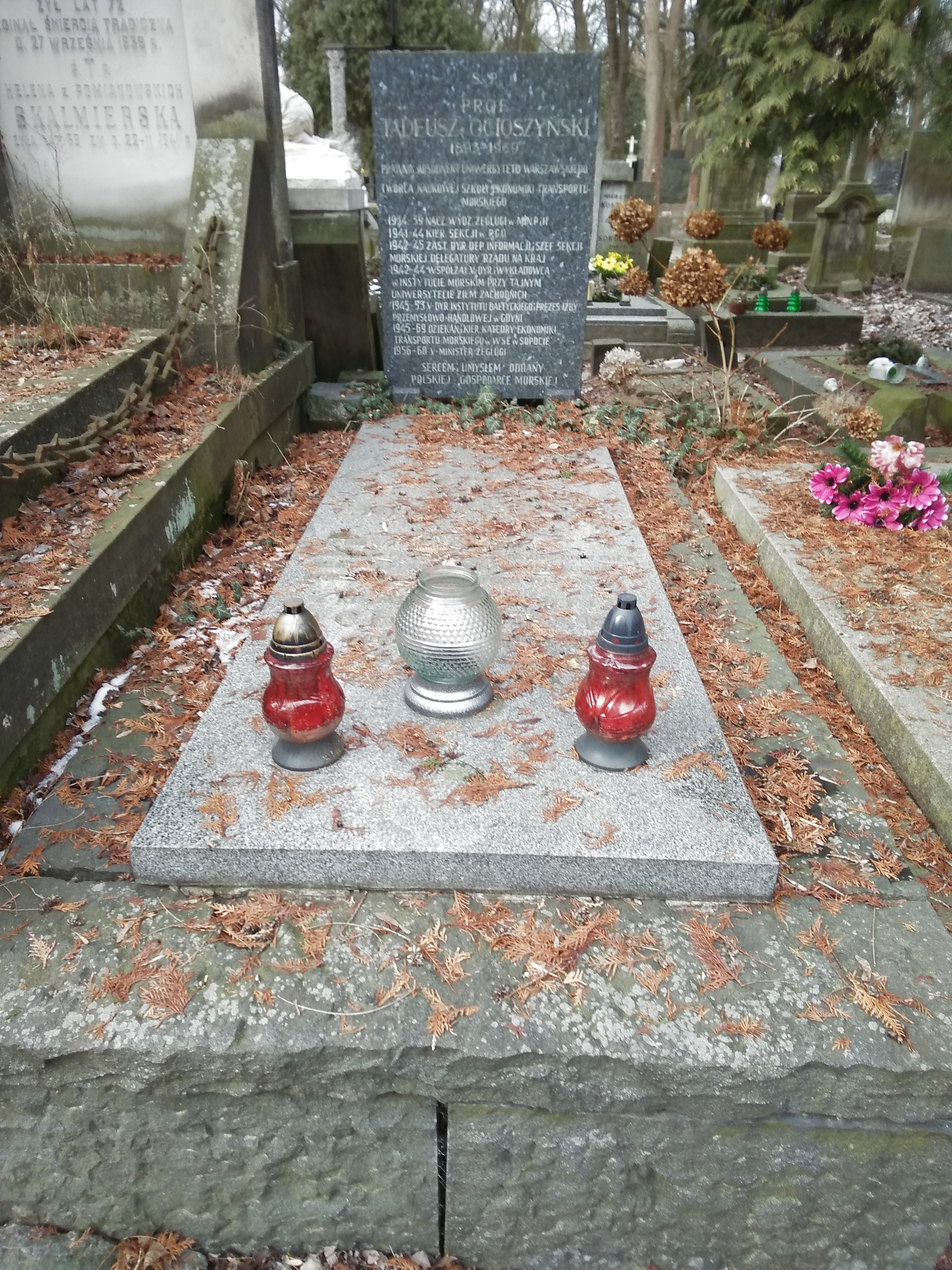
Grób Tadeusza Ocioszyńskiego na cmentarzu Powązkowskim

Tadeusz Ocioszyński (ur. 3 grudnia 1893 w Warszawie, zm. 4 marca 1969 w Sopocie) – polski prawnik i ekonomista, teoretyk i administrator polskiej żeglugi morskiej, współzałożyciel konspiracyjnego Instytutu Morskiego, współorganizator i wykładowca Wyższej Szkoły Handlu Morskiego w Sopocie.

## Życie

### Młodość
Tadeusz Ocioszyński urodził się 3 grudnia 1893 roku w Warszawie, gdzie spędził dzieciństwo. Szkołę średnią ukończył w Częstochowie. Studiował chemię na Politechnice Lwowskiej, a następnie prawo na Uniwersytecie Warszawskim.

### Praca w ministerstwie
Od utworzenia w listopadzie 1918 roku Ministerstwa Przemysłu i Handlu, pracował bez przerwy w tym resorcie, aż do września 1939 roku. Najpierw był radcą prawnym w Biurze Prezydialnym ministra. W roku 1930 objął, jako doradca ministerialny, dział spraw pracowniczych w Wydziale Żeglugi przy jego Departamencie Morskim. W 1934 roku został naczelnikiem tego wydziału. Należał do bliskich współpracowników Eugeniusza Kwiatkowskiego. Był przeciwnikiem rozbudowy nierentownej żeglugi pasażerskiej, aktywnie pozyskiwał dla niej pasażerów oraz ładunki dla polskich statków handlowych. Jako naczelnik Wydziału Żeglugi spełniał decydującą rolę we wszystkich podstawowych kwestiach dotyczących polskiego transportu morskiego, był autorytetem w kwestiach żeglugowych, akceptowanym w środowisku ludzi morza, wytrwałym rzecznikiem rozwoju polskiej floty narodowej.
Publikował liczne artykuły na tematy morskie i ekonomiczne, pisał o politycznym i gospodarczym znaczeniu morza dla państwa, analizował czynniki utrudniające rozwój polskiej gospodarki morskiej oraz projektował sposoby jej kompleksowego rozwoju. Badał też szczegółowe kwestie, jak wpływ żeglugi na bilans płatniczy kraju i źródła inwestycji w tym zakresie.
W przededniu wybuchu II wojny światowej wydał przewidujące polecenie zmiany kursu polskich statków zmierzających do kraju i zawinięcia do portów brytyjskich, a statkowi pasażerskiemu MS Sobieski nakazał wcześniej, niż planowano, opuścić Gdynię.

### Służba w konspiracji
Od wybuchu wojny do 1941 roku utrzymywał się z oszczędności, sprzedaży ruchomości i zajęć dorywczych, poświęcając czas na pracę naukową i opracowywanie zasad polskiej gospodarki morskiej po wyzwoleniu kraju. Od 1941 roku, pod pseudonimem „Winiewicz”, był zastępcą szefa Departamentu Informacji i Dokumentacji oraz kierownikiem Sekcji Morskiej Delegatury Rządu na Kraj. W tym roku przyjął też pracę w Radzie Głównej Opiekuńczej.
Zaangażował się ponadto w działalność tajnego nauczania. Wykładał w konspiracyjnej Szkole Głównej Handlowej. Był nauczycielem w Szkole Handlowej II stopnia Marii Berutowej, w której uczył na specjalizacji „komunikacyjno-taryfowej”. W ramach oficjalnego przedmiotu „transport kolejowy” przygotowywał młodzież do pracy w przedsiębiorstwach gospodarki morskiej po zakończeniu wojny. Opracował program kursów specjalistycznych dla najbardziej zainteresowanych, uczył również budownictwa okrętowego. Część ze słuchaczy została przyjęta na Uniwersytet Ziem Zachodnich, w ramach którego jesienią 1942 roku powstał Instytut Morski. Było to pierwsze studium gospodarczo-morskie w historii szkolnictwa wyższego w Polsce, którego inicjatorem był Władysław Kowalenko, współzałożyciel UZZ, jako przewodniczący z uprawnieniami dziekana, a z nim współzałożycielem i wykładowcą Tadeusz Ocioszyński .

### Okres powojenny

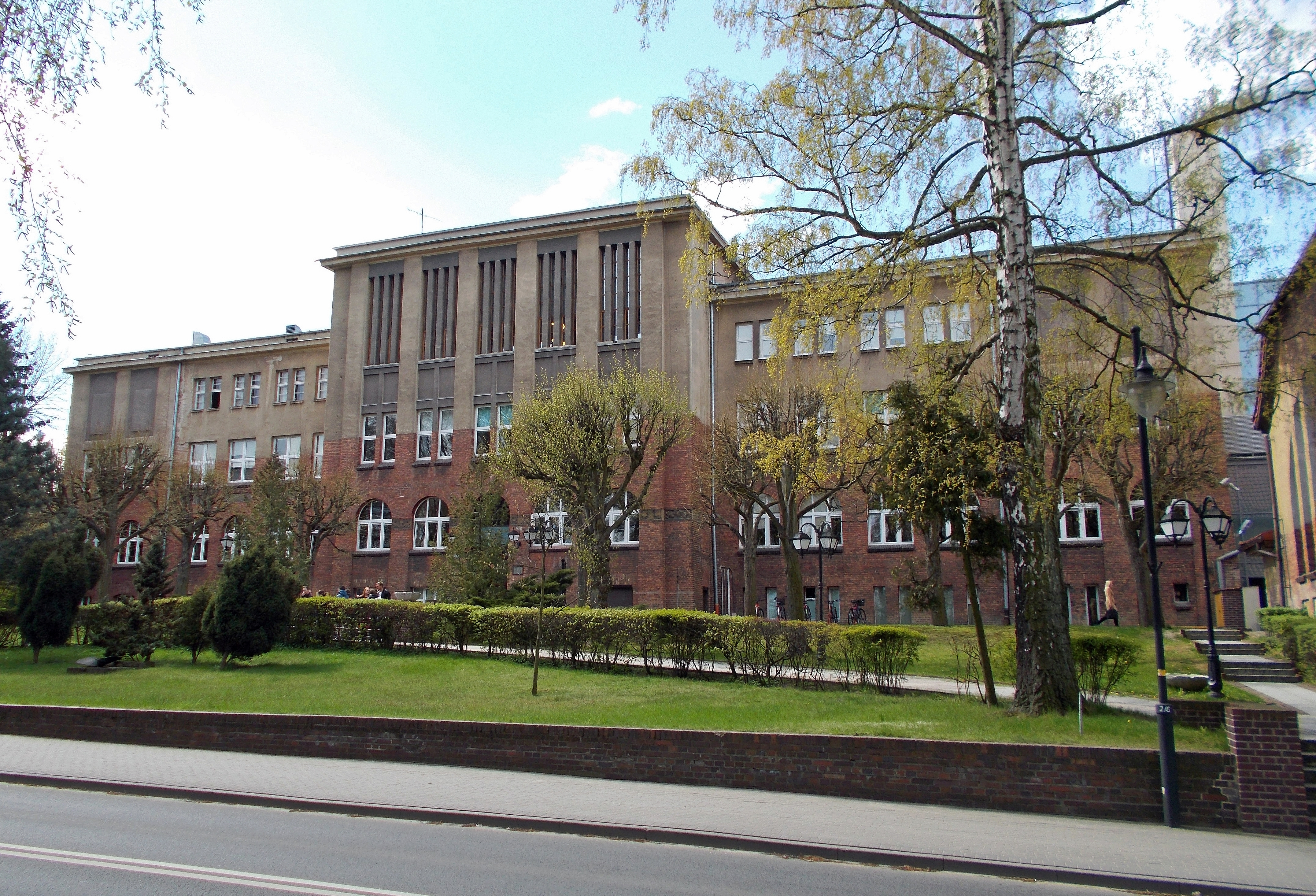
Budynek Wyższej Szkoły Handlu Morskiego w Sopocie (obecnie UG)

Wiosną 1945 roku współpracował z Władysławem Kowalenką i Bolesławem Kasprowiczem nad uruchomieniem uczelni ekonomicznej o profilu morskim, kontynuatorki Instytutu Morskiego. Po utworzeniu Wyższej Szkoły Handlu Morskiego w Gdyni (wkrótce przeniesionej do Sopotu) był jej współorganizatorem. Na niej oraz na Politechnice Gdańskiej, Poznańskiej Akademii Handlowej oraz Szkole Głównej Planowania i Statystyki, prowadził wykłady o transporcie morskim i zagadnieniach żeglugowych. W latach 50. poświęcił się przede wszystkim pracy na uczelni sopockiej, gdzie był dziekanem w latach 1950–1956. Współorganizował Katedrę Ekonomiki Transportu Morskiego i został jej pierwszym kierownikiem.
W 1945 roku nawiązał też współpracę z Instytutem Bałtyckim kierowanym przez Józefa Borowika. W jego ramach zorganizował Wydział Morski, którym kierował do 1951 roku, prowadząc z licznym gronem współpracowników i uczniów pracę badawczą i działalność wydawniczą, publikując m.in. periodyk Gospodarka Morska. Wprowadził do literatury fachowej nowe pojęcia, jak flota instrumentalno-interwencyjna i eksportowo-zarobkowa. Analizował przemiany w światowym transporcie morskim i sporządzał prognozy na przyszłość, wskazując na możliwe zagrożenia i nowe problemy. Od początku skutecznie optował za renowacją polskiej floty w oparciu o polski przemysł stoczniowy, „jako oczywisty wymóg przezorności gospodarczej”. Ukoronowaniem jego prac była wydana w 1968 roku książka stanowiąca syntezę dziejów żeglugi morskiej od starożytności.
Oprócz działalności naukowej, od zakończenia wojny pracował jako praktyk w gospodarce i administracji morskiej. Zorganizował Państwową Komisję Morskich Strat i Odszkodowań Wojennych, której przewodniczył do zakończenia jej prac w 1946 roku. Był członkiem delegacji Misji Morskiej do Londynu w sprawie powrotu floty polskiej do kraju oraz do Moskwy w sprawie podziału floty niemieckiej. W latach 1946–1950 był prezesem Izby Przemysłowo-Handlowej w Gdyni. W 1956 roku został powołany na stanowisko podsekretarza stanu w Ministerstwie Żeglugi (od 1957 Ministerstwo Żeglugi i Gospodarki Morskiej). Jako wiceminister kierował działalnością inwestycyjną, przyśpieszając rozwój floty. W 1959 roku przeszedł na emeryturę, lecz pozostał aktywny. Od 1960 był przewodniczącym Rady Naukowej przy ministrze żeglugi, a od 1961 roku członkiem Rady Naukowej Instytutu Morskiego w Gdańsku oraz udzielał się w Oddziale Morskim Polskiego Towarzystwa Ekonomicznego w Gdańsku.
Zmarł w Sopocie 4 marca 1969 roku . Pochowany na cmentarzu Powązkowskim (kwatera 217-3-30).

## Ordery i odznaczenia
- Krzyż Kawalerski Orderu Odrodzenia Polski (11 listopada 1937)[15]
- Złoty Krzyż Zasługi (9 listopada 1932)[16]

## Upamiętnienie

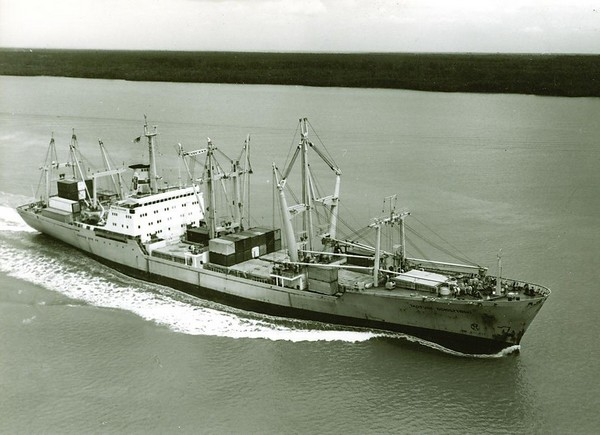
MS Tadeusz Ocioszyński

W 1973 roku Wydział Ekonomiki Transportu Uniwersytetu Gdańskiego nazwał jego imieniem jedną z sal audytoryjnych. W holu Auli im. prof. Tadeusza Ocioszyńskiego odsłonięto tablicę z jego popiersiem. W maju 1976 roku na Uniwersytecie Gdańskim odbyła się uroczysta sesja naukowa pod hasłem: „Tadeusz Ocioszyński. W służbie nauki i gospodarki morskiej”. W grudniu 1975 roku wodowano, nazwany jego imieniem, dziesięciotysięcznik, drobnicowiec Polskich Linii Oceanicznych. W ramach niszczenia polskiej gospodarki morskiej po 1989 roku, statek „Tadeusz Ocioszyński” został w 1991 oddany do czarteru, a następnie złomowany w 1998 roku.